# Mundspatel

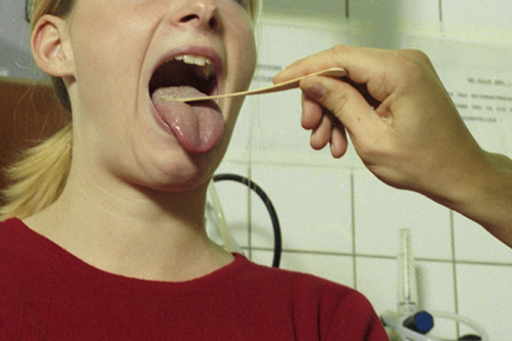
Untersuchung der Mundhöhle und des Rachenraumes mit einem Holzmundspatel

Als Mundspatel, auch Mund- und Zungenspatel oder Abstrichspatel genannt, bezeichnet man meist ein Plättchen aus Holz, mit welchem man die Zunge eines Patienten nach unten drückt, um besser in den Hals-Rachenraum blicken zu können. Dieser ist normalerweise für den einmaligen Gebrauch vorgesehen; es gibt aber auch Plastikmodelle und Ausführungen für chirurgische Zwecke. Der Mundspatel wird als Medizinprodukt der Klasse I nach Verordnung (EU) 2017/745 über Medizinprodukte klassifiziert. Zudem gibt es sterile Ausführungen, die per ETO-Gas sterilisiert werden.
Die Standardlänge beträgt 15 cm, die Breite rund 17–20 mm und die Dicke (bei Holzmundspatel) circa 1,5 mm. Mundspatel sind an beiden Enden abgerundet, weisen eine glatte Oberfläche auf, sind splitterfrei und bruchstabil.

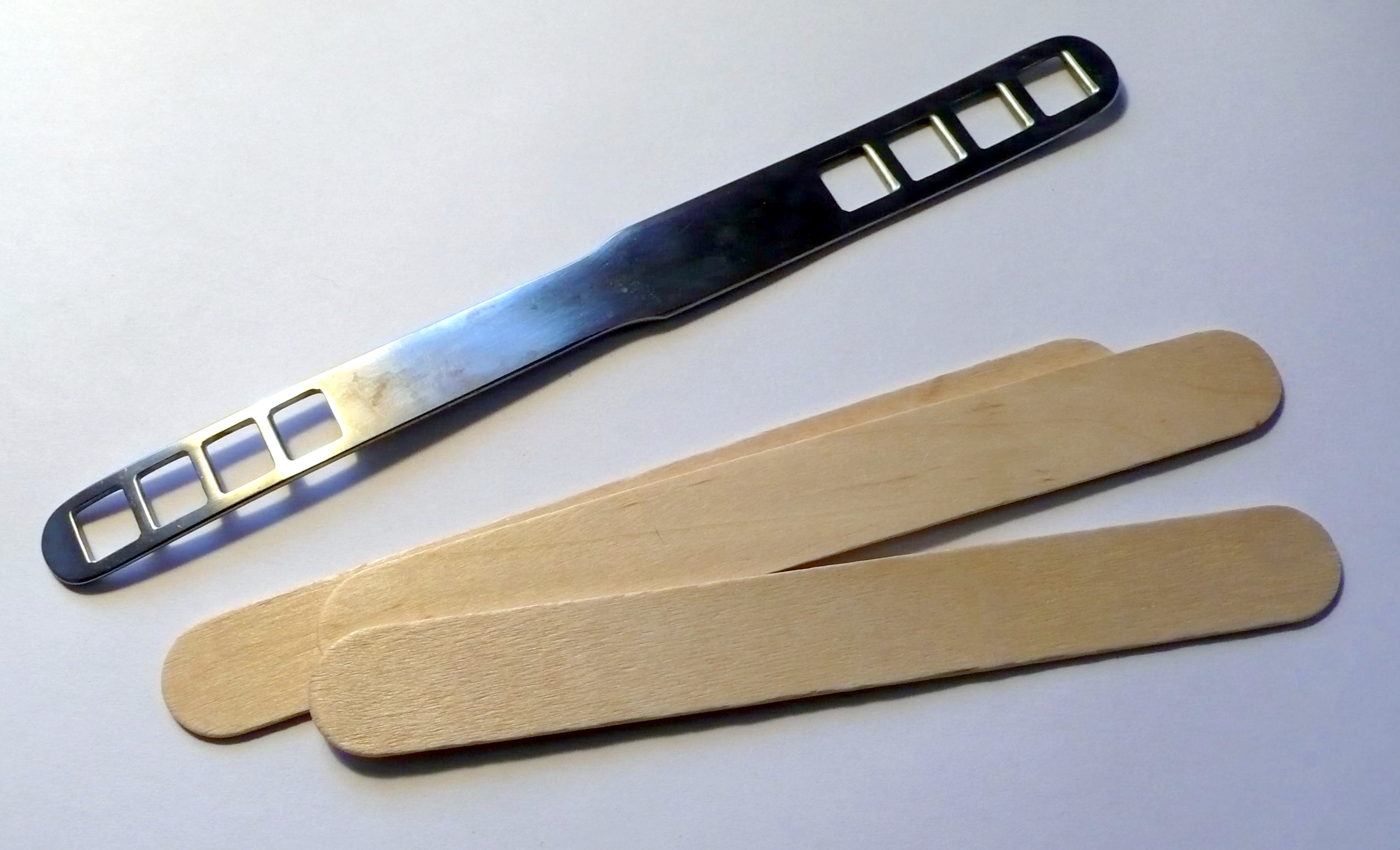
Metall- und Holzmundspatel

Der größte Nachteil solider Mundspatel liegt in der Anwendung, wenn hierdurch kleine krankhafte Veränderungen im Untersuchungsbereich abgedeckt und so nicht wahrgenommen werden. Durch die Verwendung von Mundspateln mit Durchbrucharbeiten lässt sich dieser Mangel teilweise ausgleichen.
Optisch erinnert der Mundspatel an einen etwas breiteren Eisstiel. Holzspatel werden auch für andere Zwecke eingesetzt, so zum Basteln, zum Spielen und Lernen (z. B. für sogenannte „Stick Bombs“), zum Auftragen von Chemikalien beim Friseur und als Schiene in der Tiermedizin.
Abstrichspatel nach Ayre haben eine andere Form und werden in der Gynäkologie verwendet.